# Кадиров Володимир Миколайович
Володимир Миколайович Кадиров (1929, місто Термез, тепер Узбекистан — 4 жовтня 1974, місто Самарканд, тепер Узбекистан) — радянський узбецький діяч, 1-й секретар Самаркандського обкому КП Узбекистану. Депутат Верховної ради Узбецької РСР 6-го і 8-го скликань. Депутат Верховної ради СРСР 9-го скликання. Кандидат історичних наук (1966).

## Життєпис
У 1947 році закінчив Термезьке педагогічне училище. З 1947 року — інструктор обласного комітету комсомолу (ЛКСМ) Узбекистану.
У 1953 році закінчив Самаркандський державний університет.
У 1953—1954 роках — викладач педагогічного училища.
У 1954—1959 роках — завідувач відділу, 1-й секретар Сурхандар'їнського обласного комітету ЛКСМ Узбекистану.
Член КПРС з 1955 року.
У 1959 році — 1-й секретар Шерабадського районного комітету КП Узбекистану.
У 1959—1963 роках — секретар Сурхандар'їнського обласного комітету КП Узбекистану.
У 1963—1966 роках — слухач Академії суспільних наук при ЦК КПРС.
У 1966—1967 роках — ректор Термезького державного педагогічного інституту Узбецької РСР.
У 1967—1973 роках — завідувач відділу адміністративних органів ЦК КП Узбекистану.
У квітні 1973 — 4 жовтня 1974 року — 1-й секретар Самаркандського обласного комітету КП Узбекистану.
Помер 4 жовтня 1974 року.

## Нагороди
- орден Жовтневої Революції
- орден Трудового Червоного Прапора
- орден «Знак Пошани»
- медалі